# Manuel Giúdice

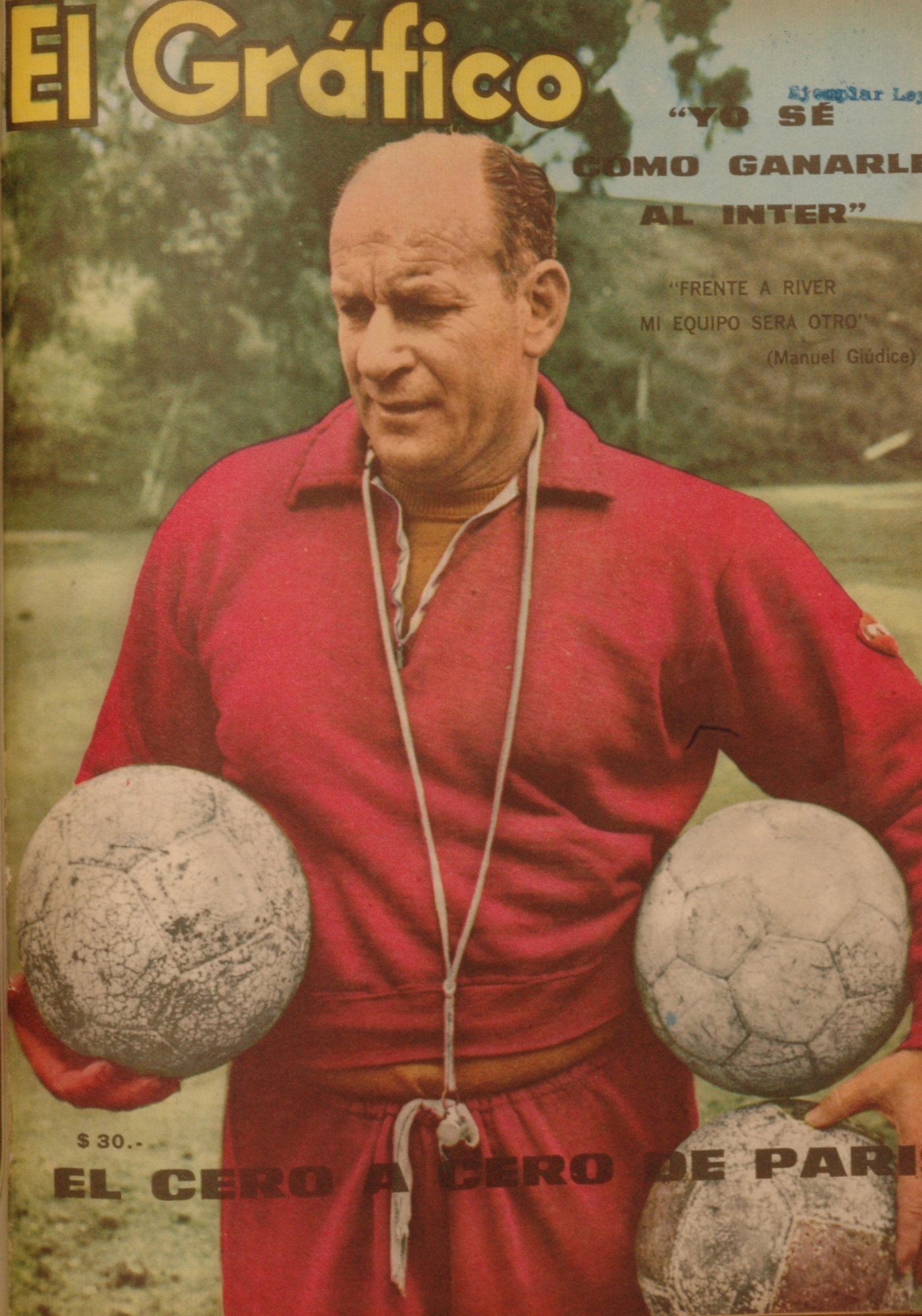
Giúdice como entrenador de Independiente en 1965

Manuel Ernesto Giúdice (Córdoba, Argentina, 15 de julio de 1918 - Buenos Aires, Argentina, 27 de junio de 1983) fue un jugador de fútbol, y posteriormente entrenador, cuyos inicios profesionales se dieron lugar en clubes de su ciudad natal. En 1939 fue transferido a Huracán, donde se encontró con figuras de la talla de Emilio Baldonedo, Herminio Masantonio, Carlos Marinelli, Jorge Alberti. Lograron el subcampeonato argentino de ese año, siendo una de las grandes figuras del medio campo del Globo. Este mismo equipo lograría ganar la Copa Adrián Escobar en 1942 y 1943, y la Copa Competencia Británica en 1944.
En 1945 hace parte de la máquina del River, que tenía como jugadores a Aristóbulo Deambrossi, quien iría después para el Bucaramanga, Alfredo Di Stéfano y Adolfo Pedernera figuras del Ballet Azul de Millonarios, Félix Lousteau contratación frustrada del Cali, José Manuel Moreno campeón con el Medellín, Ángel Labruna y José María Muñoz. Equipo legendario que ganó los títulos de 1941 y 1943. Don Manuel lo ganaría con River en 1945.     
Al terminar su etapa con River, pasa a jugar a Platense donde no tuvo un paso destacado, sin embargo fue un jugador muy rendidor que estuvo rodeado de jugadores como Santiago Vernazza, goleador en todo el sentido de la palabra, luego figura en River, Antonio Báez eficaz delantero del ballet azul de Millonarios, Federico Geronis, Francisco Rodríguez y Vicente Sayago.
En 1948 se produce una huelga de jugadores que hace que las grandes figuras del fútbol Argentino emigren a otros países como Italia, España, México, Chile y Colombia. Don Manuel escoge este último país como destino, recalando en el Deportivo Cali en 1949. Viaja a Colombia por gestiones de Carlos Sarmiento Lora, magnate azucarero benefactor del Cali, quien quería confeccionar un equipo que le diera competencia al entonces conocido como el ballet azul.
Con él llegan los argentinos Luis Ferreyra y Roberto Coll del River Plate, Fernando Walter de Gimnasia y Esgrima, Camilo Rodolfo Cervino y Oscar Sastre figuras del Independiente, Antonio Vilariño y Oswaldo Pérez de Rosario Central. A ellos se unen los peruanos Valeriano López, Máximo “Vides” Mosquera, Manuel Drago, Eliseo Morales, Luis “tigrillo” Salazar, Antonio García, Guillermo Barbadillo, Guillermo Marchena y Víctor Pasalaqua. Este gran equipo es conocido como el Rodillo Negro por ser un equipo en su mayoría de raza negra y por su estilo de juego arrollador. Don Manuel con este equipo logró el subcampeonato de 1949.
Le puso fin a su carrera como jugador en año de 1951. Comenzando una exitosa carrera como director técnico en Deportivo Cali, que luego se vería premiada con los títulos de 1963 y 1970 que gana con Independiente, en 1968 y luego de un inédito triangular de desempate gana el Torneo Nacional con Vélez Sarsfield, para este equipo significaría su primer título. A nivel continental gana con Independiente la Copa Libertadores de 1964 y 1965, para este equipo significaron sus primeros lauros a nivel internacional. Con el mismo club fue también subcampeón de la Copa Intercontinental en 1964 y 1965. Además dirigió a los equipos Rosario Central (en Primera División en 1966), y Atlético Tucumán. Dirigió también en la Primera División del Perú, precisamente al Defensor Lima en dos etapas.
En la Segunda División del fútbol argentino dirigió a Nueva Chicago en dos etapas (1959 y 1961-1962) donde fue subcampeón de Primera B 1961, tan solo por un punto no pudo consagrarse y sin poder lograr el ascenso. Esta brillante campaña le valió a él y a sus dirigidos llevar adelante la representación nacional en el Sudamericano de Primera B 1962 desarrollado en Lima.
Manuel Giúdice falleció el 27 de junio de 1983 a los 64 años de edad.

## Clubes

### Como jugador
| Club           | País      | Año       |
| -------------- | --------- | --------- |
| Huracán        | Argentina | 1939-1945 |
| River Plate    | Argentina | 1945-1947 |
| Platense       | Argentina | 1947-1949 |
| Deportivo Cali | Colombia  | 1949-1951 |

### Como entrenador
| Club               | País      | Año       |
| ------------------ | --------- | --------- |
| Deportivo Cali     | Colombia  | 1950-1951 |
| Argentinos Juniors | Argentina | 1955      |
| Nueva Chicago      | Argentina | 1961-1962 |
| Huracán            | Argentina | 1963      |
| Independiente      | Argentina | 1963-1966 |
| Rosario Central    | Argentina | 1966      |
| Defensor Lima      | Perú      | 1967      |
| Vélez Sarsfield    | Argentina | 1968      |
| San Lorenzo        | Argentina | 1969      |
| Independiente      | Argentina | 1970      |
| Defensor Lima      | Perú      | 1971      |
| Atlético Tucumán   | Argentina | 1973-1974 |
| Deportivo Morón    | Argentina | 1978      |

## Palmarés

### Como jugador

#### Torneos nacionales
| Título                     | Equipo      | País      | Año  |
| -------------------------- | ----------- | --------- | ---- |
| Copa Adrián Escobar        | Huracán     | Argentina | 1942 |
| Copa Adrián Escobar        | Huracán     | Argentina | 1943 |
| Copa Competencia Británica | Huracán     | Argentina | 1944 |
| Primera División           | River Plate | Argentina | 1945 |

### Como entrenador

#### Torneos/Copas nacionales
| Título           | Equipo          | País      | Año    |
| ---------------- | --------------- | --------- | ------ |
| Copa Suecia      | Atlanta         | Argentina | 1958   |
| Primera División | Independiente   | Argentina | 1963   |
| Primera División | Vélez Sarsfield | Argentina | N-1968 |
| Primera División | Independiente   | Argentina | M-1970 |

#### Torneos internacionales
| Título            | Equipo        | Sede       | Año  |
| ----------------- | ------------- | ---------- | ---- |
| Copa Libertadores | Independiente | Avellaneda | 1964 |
| Copa Libertadores | Independiente | Montevideo | 1965 |